# Jiro Yabe
Jiro Yabe (矢部 次郎 Yabe Jiro?), född 26 maj 1978 i Aichi prefektur, är en japansk före detta fotbollsspelare.
Yabe började sin karriär 1997 i Nagoya Grampus Eight. 2000 flyttade han till Sagan Tosu. Han spelade 136 ligamatcher för klubben. Efter Sagan Tosu spelade han för Arte Takasaki och Nara Club. Han avslutade karriären 2011.